# 15-я танковая бригада
15-я танковая бригада — танковое соединение РККА ВС СССР, в годы Великой Отечественной войны.
Сокращённое наименование — 15 тбр.

## История формирования
15-я танковая бригада, с 5 сентября 1941 года по 15 сентября 1941 года, формировалась в городе Владимир и с 16 сентября 1941 года вступила в строй, как боевая единица Красной Армии. Командиром бригады был назначен полковник Колосов, комиссар бригады — полковой комиссар Емельянов.

15-я танковая бригада была сформирована на основании директивы заместителя НКО № 725373сс от 14 сентября 1941 года на базе 34-й танковой дивизии по штатам отдельной танковой бригады № 010/75 — 010/83 от 23 августа 1941 года и № 010/87 от 13 сентября 1941 года. На момент формирования должна была иметь 61 танк, в том числе: 7 КВ, 22 Т-34 или Т-50, 32 малых танков Т-40 или Т-60. Кроме того в бригаде должно было быть 15 БА-20, 8 СТЗ-5, 30 мотоциклов, 45 ЗИС-5, 72 ГАЗ-АА, 10 летучек «А», 13 легковых автомобилей, 10 санитарных автомобилей. Помимо бронетехники бригада должна была располагать 3 крупнокалиберными пулемётами, 8 37-мм зенитными пушками, 12 82-мм и 50-мм минометами, 1074 винтовками, 539 пистолетами, 43 ручными пулемётами.
Постановлением ГКО №-671сс от 13 сентября 1941 года ГАБТУ было предписано закончить формирование бригады к 17 сентября 1941 года. Около 80 % личного состава танкового полка — участники боев, в мотострелковом батальоне — 100 чел. участников боев. В сентябре 1941 года отбр получила 4 артустановки ЗиС-30 на вооружение противотанковой батареи противотанкового дивизиона.

## Боевой путь бригады
Период вхождения в действующую армию: 22 сентября 1941 года — 27 февраля 1943 года.
17 сентября 1941 года 15-я отдельная танковая бригада произвела погрузку на станции Владимир и 5-ю эшелонами была направлена по железной дороге по маршруту Владимир — Москва — Елец — Валуйки — Лисичанск — Сталино — Волноваха — Большой Токмак.
Бригада выгружается на станции Большой Токмак и сосредотачивается в районе Федоровка, после — Виноградовка.
27 сентября 1941 года 15-я танковая бригада получила приказ командующего 18-й Армии — «немедленно следовать на ст. Пришиб для погрузки».
15-я тбр производит погрузку на ст. Пришиб под непрерывной бомбежкой авиации противника и совершает марш по железной дороге до ст. Синельниково и 30.9.41г. произвела разгрузку.
16 сентября 1941 года бригада включена в состав Южного фронта с подчинением 18-й армии, в составе армии находилась до 26 сентября 1941 года.
На 17 сентября 1941 года фактически имела в своем составе 61 танк: 7 КВ, 22 Т-34, 32 Т-26, 2 Ворошиловца, 6 СТЗ-5, 3 ЧТЗ-65, 75 ГАЗ-АА, 10 легковых, 2 штабных, 10 санитарных, 30 мотоциклов, 15 БА-20, 15 37-мм пушек.
17 сентября 1941 года 15-я танковая бригада произвела погрузку на станции Владимир и 5-ю эшелонами совершила марш по железной дороге на Южный фронт.
18 сентября 1941 года 15-я танковая бригада убыла в район Мелитополя.
27 сентября 1941 года 15-я танковая бригада получила Боевое распоряжение штаба Южного фронта от 27 сентября 1941 г. командующему войсками 18-й армии о переподчинении 15-й танковой бригады и 530-го артиллерийского полка ПТО командующему войсками 12-й армии:

…Первое. 15 тбр и 530 ап ПТО перебросить по железной дороге и сосредоточить к утру 28.9 районе Булаховка, Карабиновка, Лиманское.

Второе. Погрузка — ст. Пришиб, выгрузка — районе Павлоград….

Начало погрузки первых эшелонов — 8.00 27.9.

Темп — 10 эшелонов в сутки.

Третье. По прибытии район сосредоточения 15 тбр и 530 ап поступить подчинение командарма 12 в готовности к действиям против мотомехчастей противника, прорвавшихся в направлении Магдалиновка….
— 

### Донбасско-Ростовская стратегическая оборонительная операция

#### Донбасская операция (1941)
1 октября 1941 года боевое охранение 15-го танкового полка 15-й танковой бригады в составе взвода танков Т-34 под командованием младшего лейтенанта Соколова при выходе в район Кислянка столкнулась с 16 средними танками противника. Взвод Соколова вступил в неравный бой с танками противника. В результате боя противник потерял 8 танков..
1 октября 1941 года 15-я танковая бригада содействовала контратакам 15-й стрелковой дивизии в районе хутора Шевченко, действуя двумя взводами Т-34. В результате боев было подбито 4 средних танка противника, разбито 2 бронемашины, убито до 120 солдат и офицеров. Бригада потерь не имела.
В ночь на 2 октября 1941 года 15-я танковая бригада, выполняя приказ 12-й армии, сосредоточилась в районе Раздоры. В течение 2 октября 1941 года бригада вела усиленную разведку в направлении: Казачий Гай, Романовка, Ново-Павлоградский.
2 октября 1941 года в 16:30 батальон 15-го танкового полка и моторизованный стрелково-пулеметный батальон 15-й танковой бригады атаковал противника в районе Казачий Гай.
В результате боя батальоном 15-го танкового полка уничтожено 22 средних танка противника и до 250 солдат и офицеров.
В качестве трофеев были взяты 2 исправных танка, 2 мотоцикла, 5 автомашин и 7 минометов, захвачено пленных: 1 офицер и 2 ефрейтора, захвачены документы со штабной машиной 2-го танкового полка 16-й танковой дивизии вермахта танковой группы генерала Клейста.
Трофейное стрелковое вооружение было передано 15-й стрелковой дивизии.
Потери 15-й бригады: убито — 9, ранено — 17, подбито 2 танка.
К исходу дня 2 октября 1941 года 15-я танковая бригада получила приказ 12-й армии — действовать в тылу противника по уничтожению его мотомеханизированных частей.
В ночь на 3 октября 1941 года 15-я танковая бригада выступила из района Раздоры в направлении Цыгановщина.
3 октября 1941 года в 5:00 при подходе 15-й танковой бригады к Цыгановщина разведка донесла, что село занято противником.
Действиями головной походной заставы 15-го танкового полка и разведроты 15-й танковой бригады, противник в Цыгановщина был окружен. В результате боя была уничтожена ремонтная база и тылы мотомеханизированной части противника, сожжено 18 специальных машин с боеприпасами и продовольствием, разбито 4 орудия, убито до 50 солдат и офицеров. Взяты трофеи: 2 ремонтные летучки, 4 автомашины и 2 мотоцикла. Взято пленных: 15 солдат и офицеров, освобождено 50 командиров и красноармейцев. В этом бою отличились разведчики разведроты лейтенанта Браико..
В соответствии с Директивой командующего войсками Южного фронта № 00178/оп от 3 октября 1941 г. на удержание рубежа Балки, Молочное оз. войсками 18-й и 9-й армий и отвод войск 12-й армии на рубеж Павлоград, Васильковка, Любицкое:

…Первое. Пр-к, бронегруппа Клейста, силою до двух тд, одной — двух мд продолжает распространяться направлениях Павлоград, Запорожье. Его передовые части, прорвав фронт 12 А, исходу 2.10 вышли Романовка, Синельниково, Варваровка, создавая тем непосредственную угрозу тылу правого крыла фронта….

…Правое крыло фронта (12 А), в целях сохранения живой силы и материальных средств, отходит на заранее подготовленный оборонительный рубеж Павлоград, Васильковка,
Любицкое, не допуская прорыва пр-ка в восточном направлении….
Третье. 12 А в составе 136, 230, 74, 274, 150, остатков 15 и 261 сд, группы Пушкина, 30 кд, 2 и 15 тбр, 269 и 374 кап, 8 ап и 530 ап ПТО, прочно удерживая в своих руках павлоградский район, к утру 5.10 главными силами отойти на оборонительный рубеж Павлоград, Васильковка, Любицкое, где занять оборону, не допуская прорыва пр-ка направлении Красноармейское….

— 
4 октября 1941 года в 6:00 15-я танковая бригада получила приказ — сосредоточиться в районе Копани и поступить в армейский резерв.
4 октября 1941 года в 7:00 при вытягивании колонны штаб 15-й танковой бригады был обстрелян противником.
4 октября 1941 года в 10:00 моторизованный стрелково-пулеметный батальон 15-й танковой бригады при подходе к Васильковка был встречен артогнем противника.
Противник стремился не допустить к переправе части бригады.
Бригада вступила в бой с противником. В результате боя противник был отброшен в северо-западном направлении, оставив на поле боя 2 орудия, 2 миномета, 150 солдат и офицеров.
Бригада после боя переправилась через реку в районе Васильковка и к 22:00 сосредоточилась в районе Копани, организовав круговую оборону, ведя разведку на Васильковка, Дебальцево.
15-я танковая бригада в районе Копани приводила материальную часть в боевую готовность, пополнялась ГСМ и боеприпасами.
6 октября 1941 года приказом Южного фронта № 0181/ОП на базе 15-й танковой бригады сформирована сводная механизированная группа Колосова в составе: 2-й и 15-й танковых бригад, 95 ПО, 521-го артиллерийского полка, дивизиона М-12 Воеводина.
Группе было приказано сосредоточиться в районе Б. Янисаль.
К 16:00 6 октября 1941 года сводная группа сосредоточилась в районе ГУЛЯЙ ПОЛЕ, ПОЛОГИ, в 7.30 7.10.41 года выступила Б. Янисаль с задачей-занять оборону на участке Успенское, САНДЖАРСКИЙ.

13 ноября 1941 года 15-я танковая бригада в резерве Южного фронта.

## Барвенково-Лозовская операция
15-я танковая бригада в составе 1-го кавалерийского корпуса наступала на Барвенково.
1-й кавалерийский корпус Ф. А. Пархоменко 26 января 1942 года во взаимодействии с 255-й стрелковой дивизией и 15-й танковой бригадой освободил Некременное.
26 января 1942 года с. Некременное освобождено от гитлеровских германских войск советскими войсками Юго-Западного фронта в ходе Барвенково-Лозовской наступательной операции 18-31.01.1942 года:
- 1-го кавалерийского корпуса (Ф. А. Пархоменко). 1-й кавкорпус фронтового подчинения действовал в полосе наступления 57-й армии;
- 57-й армии в составе: 255-й стрелковой дивизии (полковник И. Т. Замерцев), 15-й танковой бригады.

27 января 1942 года части 1-го кавалерийского корпуса (Ф. А. Пархоменко), согласно приказу, пытались развить наступление в константиновском направлении в глубокий тыл противника, поскольку поставленная перед 37-й армией (А. И. Лопатин) задача наступления в направлении Артемовска, Красноармейского до сих пор не была выполнена. Так, 68-я кавалерийская дивизия (Н. А. Кириченко) атаковала 100-ю легкопехотную дивизию противника, оборонявшего рубеж Явленская, Шаврово, овладев западной частью Явленской. Части 56-й кавалерийской дивизии (Л. Д. Ильин) овладели Елизаветовкой, Фидлерово, Шаврово и устремились на Яковлевку, Михайловку, где вскоре были остановлены противником. Бои проходили в условиях отсутствия снарядов для артиллерии и больших потерь по матчасти. Так, в 15-й танковой бригаде осталось всего 8 танков.
4 февраля 1942 года 15-я танковая бригада в резерве 57-й армии в районе Барвенково пополнилась мат. частью, вела оборонительные бои, далее — наступала во взаимодействии со 2-м кавалерийским корпусом.
5 мая 1942 года в резерве 9-й армии 15-я танковая бригада вошла в состав оперативной группы полковника Симоненко, наступала в направлении Маяки, оборонялась в районе Малой Ерёмовки, прикрывая переправу через р. Северский Донец.
25 мая 1942 года в составе 37-й армии бригада наступала в районе Красная Гусаровка с целью обеспечения выхода из окружения 21-го тк, 57-й и 6-й армий.

### Воронежско-Ворошиловградская операция

#### Донбасская оборонительная операция (1942)
15-я танковая бригада была передана в оперативное подчинение 9-я армии.
1 мая 1942 года 15-я танковая бригада получила задачу — сосредоточиться в районе Богородичное в готовности к действию в направлении Маяки. 5 мая 1942 года 15-я танковая бригада сосредоточилась в районе ЛЕС, что 1 км. сев. вост. Хрестище, поступив в распоряжение командира опергруппы 9 Армии полковника Симоненко.
В августе 1942 года 15-я танковая бригада получили американские танки.
С 20 августа 1942 года до 3 октября 1942 года 15-я танковая бригада располагалась в военном городке на станции Баладжары.
15-я танковая бригада была укомплектована иностранной материальной частью, получив танки: "В3" - 1 шт., М-3С-5 шт. 

28 февраля 1943 года бригада была выведена в Резерв Верховного Главнокомандования и до 5 января 1944 года располагалась в Тамбовском танковом военном лагере (лагерь Тригуляй), где занималась боевой подготовкой.
5 января 1944 года 15-я танковая бригада была преобразована в 8-ю самоходную артиллерийскую бригаду.

## В составе
| Подчинение      | Подчинение                                 | Подчинение | Подчинение | Подчинение |
| Дата            | Фронт (округ)                              | Армия      | Корпус     | Примечания |
| --------------- | ------------------------------------------ | ---------- | ---------- | ---------- |
| 01.10.1941 года | Южный фронт                                | 12-я армия | -          | -          |
| 01.11.1941 года | Южный фронт                                | -          | -          | -          |
| 01.12.1941 года | Южный фронт                                | -          | -          | -          |
| 01.01.1942 года | Южный фронт                                | -          | -          | -          |
| 01.02.1942 года | Южный фронт                                | -          | -          | -          |
| 01.03.1942 года | Южный фронт                                | 57-я армия | -          | -          |
| 01.04.1942 года | Южный фронт                                | -          | -          | -          |
| 01.05.1942 года | Южный фронт                                | 9-я армия  | -          | -          |
| 01.06.1942 года | Юго-Западный фронт                         | 38-я армия | -          | -          |
| 01.07.1942 года | Южный фронт                                | -          | -          | -          |
| 01.08.1942 года | Северо-Кавказский фронт                    | -          | -          | -          |
| 01.09.1942 года | Закавказский фронт                         | -          | -          | -          |
| 01.10.1942 года | Закавказский фронт                         | -          | -          | -          |
| 01.11.1942 года | Северная группа войск Закавказского фронта | 9-я армия  | -          | -          |
| 01.12.1942 года | Северная группа войск Закавказского фронта | 9-я армия  | -          | -          |
| 01.01.1943 года | Северная группа войск Закавказского фронта | 44-я армия | -          | -          |
| 01.02.1943 года | Северо-Кавказский фронт 2-го формирования  | -          | -          | -          |
| 01.03.1943 года | Резерв Верховного Главнокомандования       | -          | -          | -          |
| 01.04.1943 года | Приволжский военный округ                  | -          | -          | -          |
| 01.05.1943 года | Приволжский военный округ                  | -          | -          | -          |
| 01.06.1943 года | Приволжский военный округ                  | -          | -          | -          |
| 01.07.1943 года | Приволжский военный округ                  | -          | -          | -          |
| 01.08.1943 года | Приволжский военный округ                  | -          | -          | -          |
| 01.09.1943 года | Приволжский военный округ                  | -          | -          | -          |
| 01.10.1943 года | Приволжский военный округ                  | -          | -          | -          |
| 01.11.1943 года | Орловский военный округ                    | -          | -          | -          |
| 01.12.1943 года | Орловский военный округ                    | -          | -          | -          |
| 01.01.1944 года | Орловский военный округ                    | -          | -          | -          |

## Командование бригады

### Командиры бригады
- Колосов Максим Васильевич[11] (05.09.1941 — 04.07.1942), полковник, с 27.12.1941 генерал-майор танковых войск[12];
- Савченко, Василий Сидорович (05.07.1942 — 11.08.1943), майор, с 21.11.1942 подполковник;
- Храмов Николай Миронович (11.08.1943 — 15.10.1943), подполковник (ВРИД);
- Кочин Иван Яковлевич[13] (22.10.1943 — 05.01.1944), полковник [14][15]

### Заместители командира бригады по строевой части
- Сильнов Артемий Павлович (1941), подполковник;
- Халаев Александр Иванович[16] (08.1942 — 12.10.1942), майор (12.10.1942 тяжело ранен);
- Шутов Алексей Тимофеевич (10.1942 — 12.1942), майор, подполковник;
- Храмов Николай Миронович (15.05.1943 — 05.01.1944), майор, подполковник

### Начальники штаба бригады
- Волконский Василий Тихонович (05.09.1941 — 12.1941), подполковник;
- Бабицкий, Яков Евсеевич (12.1941 — 02.1942), майор;
- Титов Иван Петрович (02.1942 — 25.07.1942), майор;
- Цыгулев Иван Яковлевич (07.1942 — 08.1942), майор;
- Чешук Николай Васильевич (09.1942 — 05.01.1944), майор, подполковник[17]

### Военные комиссары бригады, с 09.10.1942 — заместители командира бригады по политической части
- Емельянов Николай Васильевич (05.09.1941 — 19.12.1941), полковой комиссар
- Рябов Павел Михайлович (20.12.1941 — 16.06.1943), старший батальонный комиссар с 05.12.1942 полковник
- Сапетов Николай Константинович (16.06.1943 — 05.01.1944), подполковник[18]

## Отличившиеся воины бригады
| Награда | Ф. И. О.                    | Должность                                                            | Звание    | Дата награждения | Примечания |
| ------- | --------------------------- | -------------------------------------------------------------------- | --------- | ---------------- | --- |
|         | Коновалов, Семён Васильевич | командир танка КВ-1 1-й роты тяжёлых танков 1-го танкового батальона | Лейтенант | 31.03.1943       | В одном из боёв 13 июля 1942 года, во время проведения Воронежско-Ворошиловградской операции, командуя экипажем танка КВ-1, уничтожил 16 танков и САУ противника |